# ماساکی اینوئه
ماساکی اینوئه (انگلیسی: Masaki Inoue؛ زادهٔ ۲۵ ژوئیهٔ ۱۹۷۹) دوچرخه‌سوار اهل ژاپن بود.
وی در مسابقات کشوری و بین‌المللی در مجموع برندهٔ ۱ مدال نقره شده‌است.